# SAM Coupé

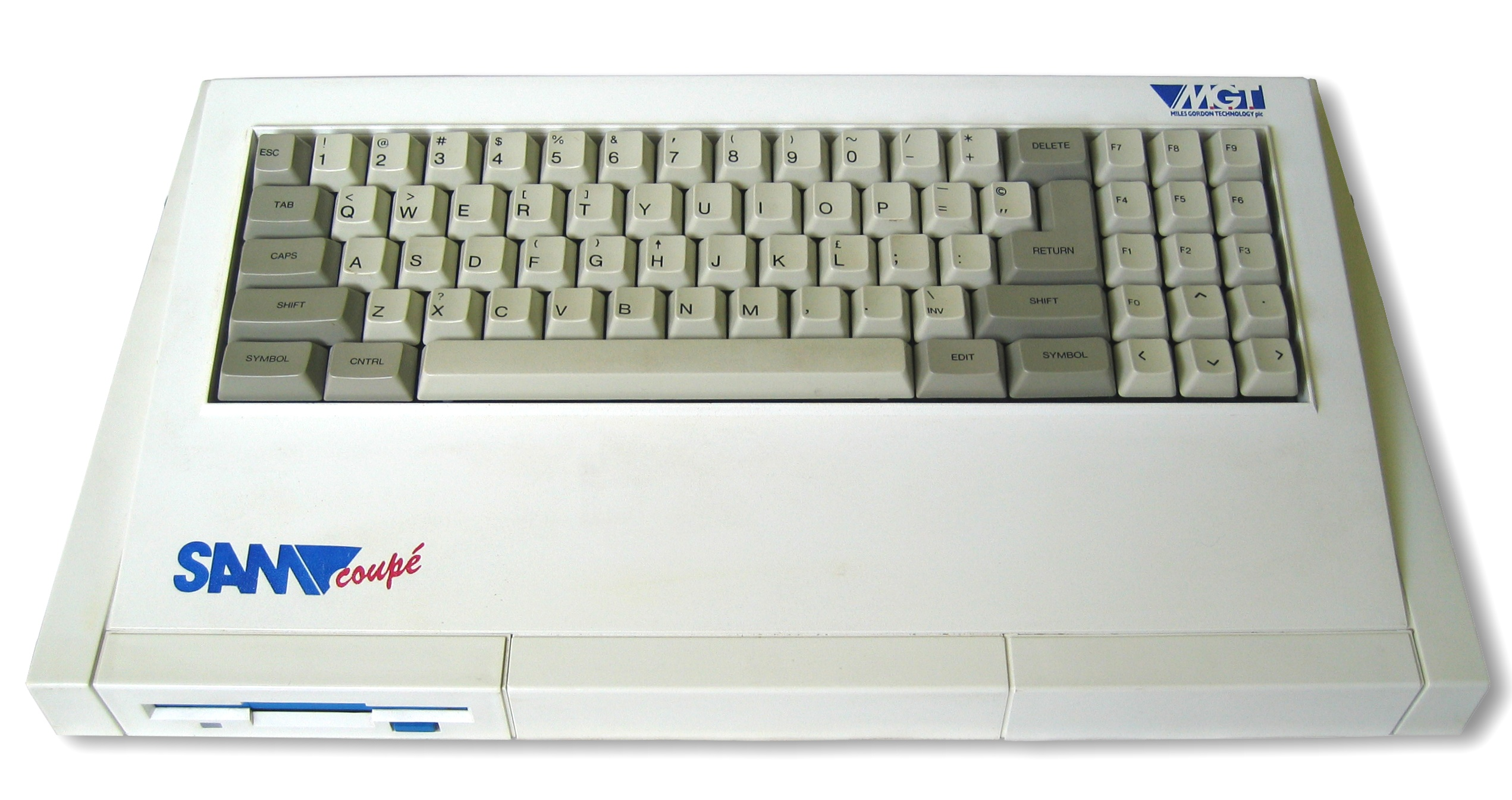
SAM Coupé

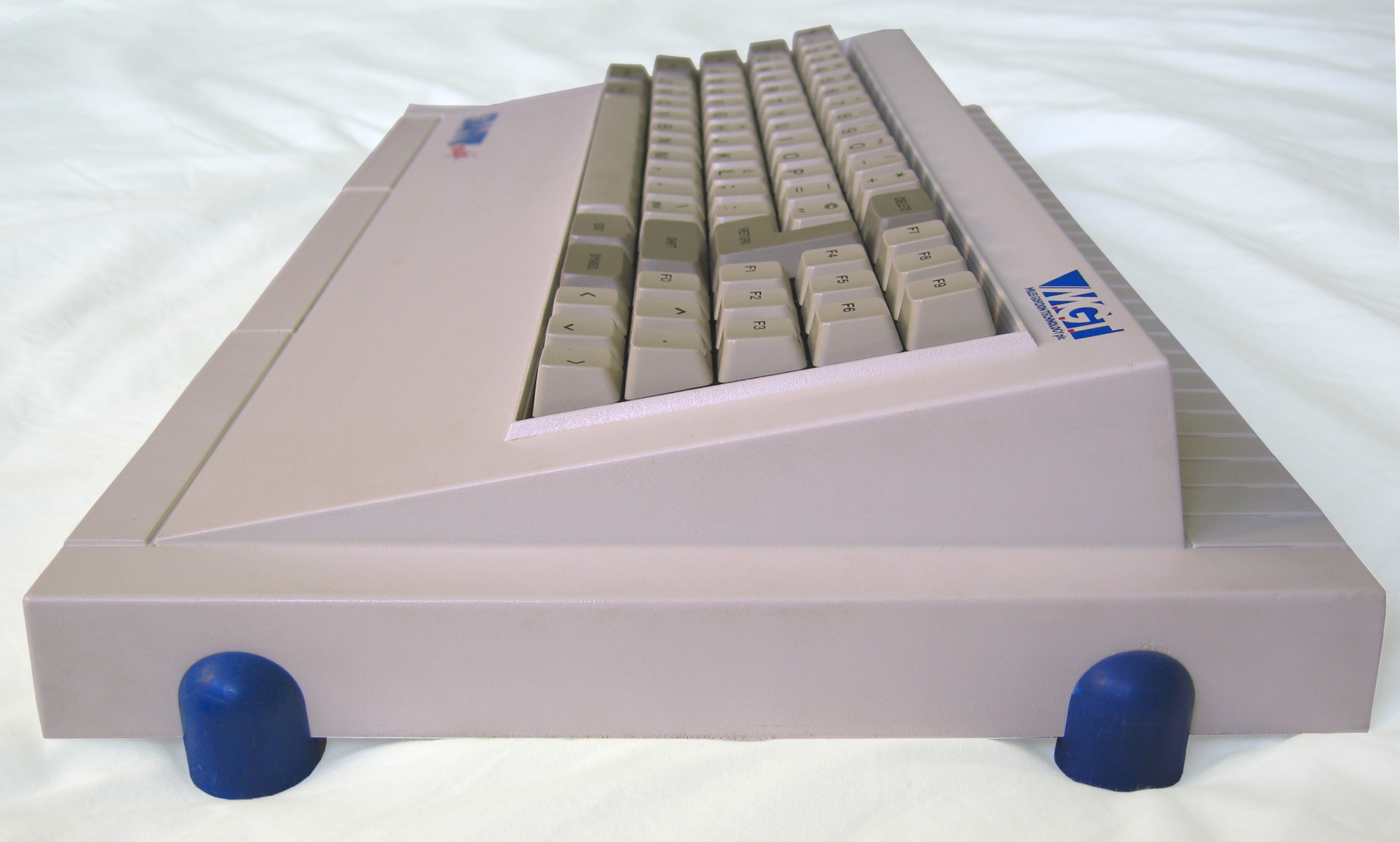
SAM Coupé von der Seite

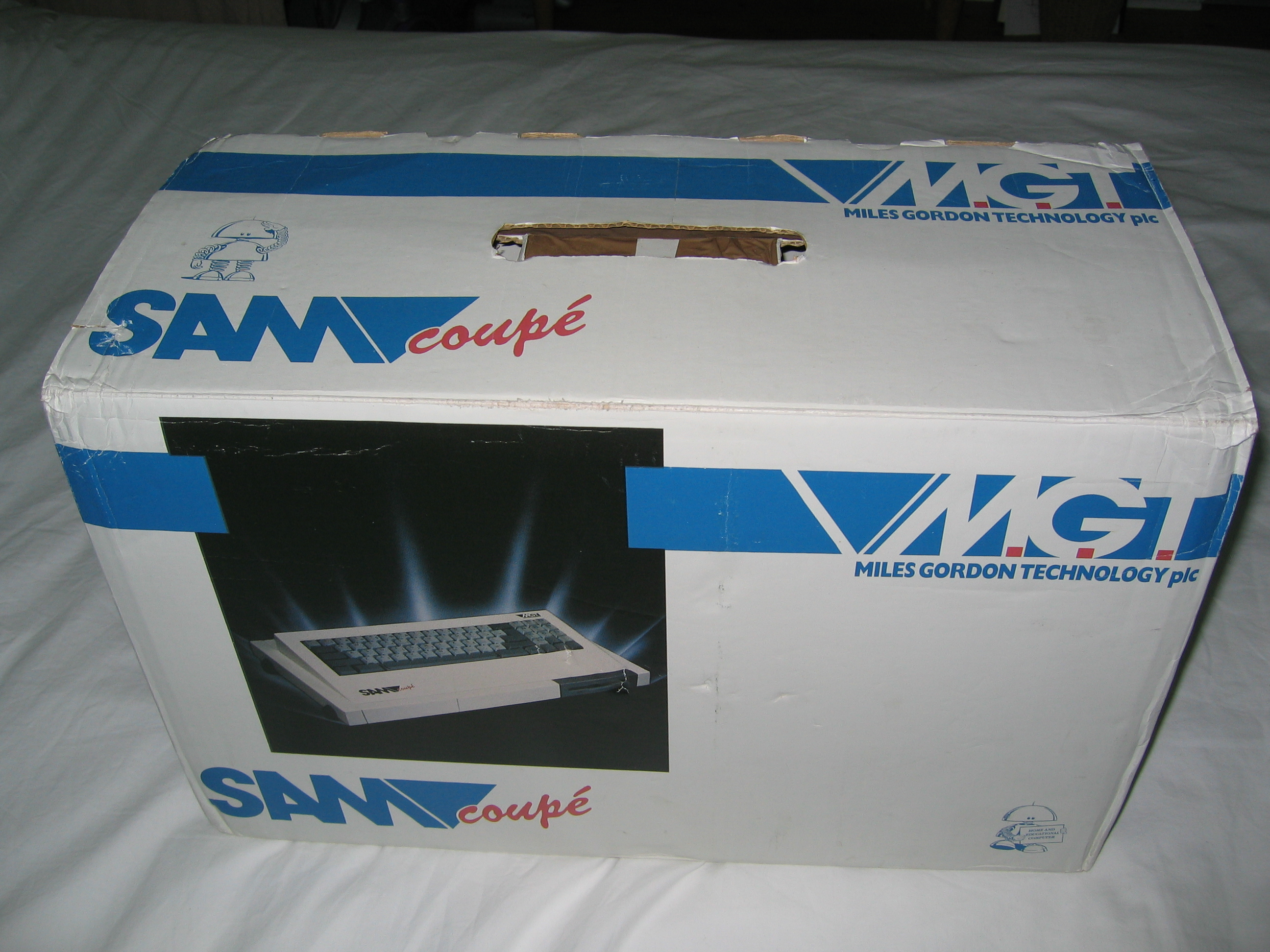
Originalverpackung des SAM Coupé

Der SAM Coupé ist ein 8-Bit-Heimcomputer des britischen Herstellers Miles Gordon Technology (MGT), der von 1989 bis 1992 erhältlich war. Er besitzt einen mit dem Sinclair ZX Spectrum kompatiblen Bildschirmmodus und kann dessen Version mit 48 kB emulieren. Es handelt sich nicht um einen Klon im engeren Sinne, da sich seine Hard- und Software ansonsten deutlich vom ZX Spectrum unterscheidet.

## Hardware
Der Hauptprozessor des SAM Coupé ist ein Z80B mit einer Taktrate von 6 MHz (ZX Spectrum: Z80A mit 3,5 MHz). Daneben kommt eine anwendungsspezifische integrierte Schaltung (ASIC) zum Einsatz, die kompatibel mit dem ULA von Sinclair ist. Der Rechner hat 256 kB Arbeitsspeicher (ZX Spectrum: 16–128 kB), der intern bis 512 KB und extern bis zu 4 MB erweiterbar ist.
Als Massenspeicher dient, wie beim ZX Spectrum, meist ein Kassettenrekorder, obwohl man auch bis zu zwei 3,5-Zoll-Diskettenlaufwerke an das Gerät anschließen konnte. Geräusche und Musik des Rechners werden mit dem 6-stimmigen Soundchip Philips SAA 1099 erzeugt.
Der Computer war – wie zu dieser Zeit überwiegend üblich – mit einem BASIC, integriert im ROM, ausgeliefert, welches SAM BASIC hieß.

## Software
Aufgrund der baugleichen ASIC kann auf dem Sam Coupe Software des ZX Spectrum bis 48 KB genutzt werden. Es gibt aber auch reichhaltig Software speziell für den Sam und auch eine bis heute aktive Fangemeinde.

## Preis
Zum Zeitpunkt seines Erscheinens wurde der Sam Coupé in der Ausführung mit 512 KB RAM und einem 780 KB-Diskettenlaufwerk für 199,99 £ angeboten. Das Angebot an Peripherie war recht reichhaltig und entsprach dem damaligen Standard für Heimcomputer.

## Verbreitung
Aufgrund seiner softwareseitigen Kompatibilität zum ZX Spectrum war er u. a. in Osteuropa recht verbreitet.

## Magazine
Zur Zeit des Erscheinens des Sam Coupé war das monatlich erscheinende Magazin Sinclair & SAM Computing eines der wenigen, das sich speziell mit diesem Computer und seinen Fähigkeiten befasste.
Seit dem Jahr 2002 erscheint SAM Revival, ein gedrucktes Magazin, dem eine 3½ Zoll-Diskette beiliegt. In diesem werden die aktuellen Entwicklungen rund um den Sam Coupé gezeigt und beschrieben.

## Emulation
Auch den SAM Coupé kann man mittels Emulator ausprobieren und testen. Dazu stehen verschiedene Möglichkeiten zur Verfügung. Da dieser Rechner kompatibel zum ZX Spectrum ist, ist er in dem kontinuierlich weiter entwickelten ZEsarUX enthalten. Als Standalone-Emulator steht Simcoupe zur Verfügung.